# Leopold von Sternberg

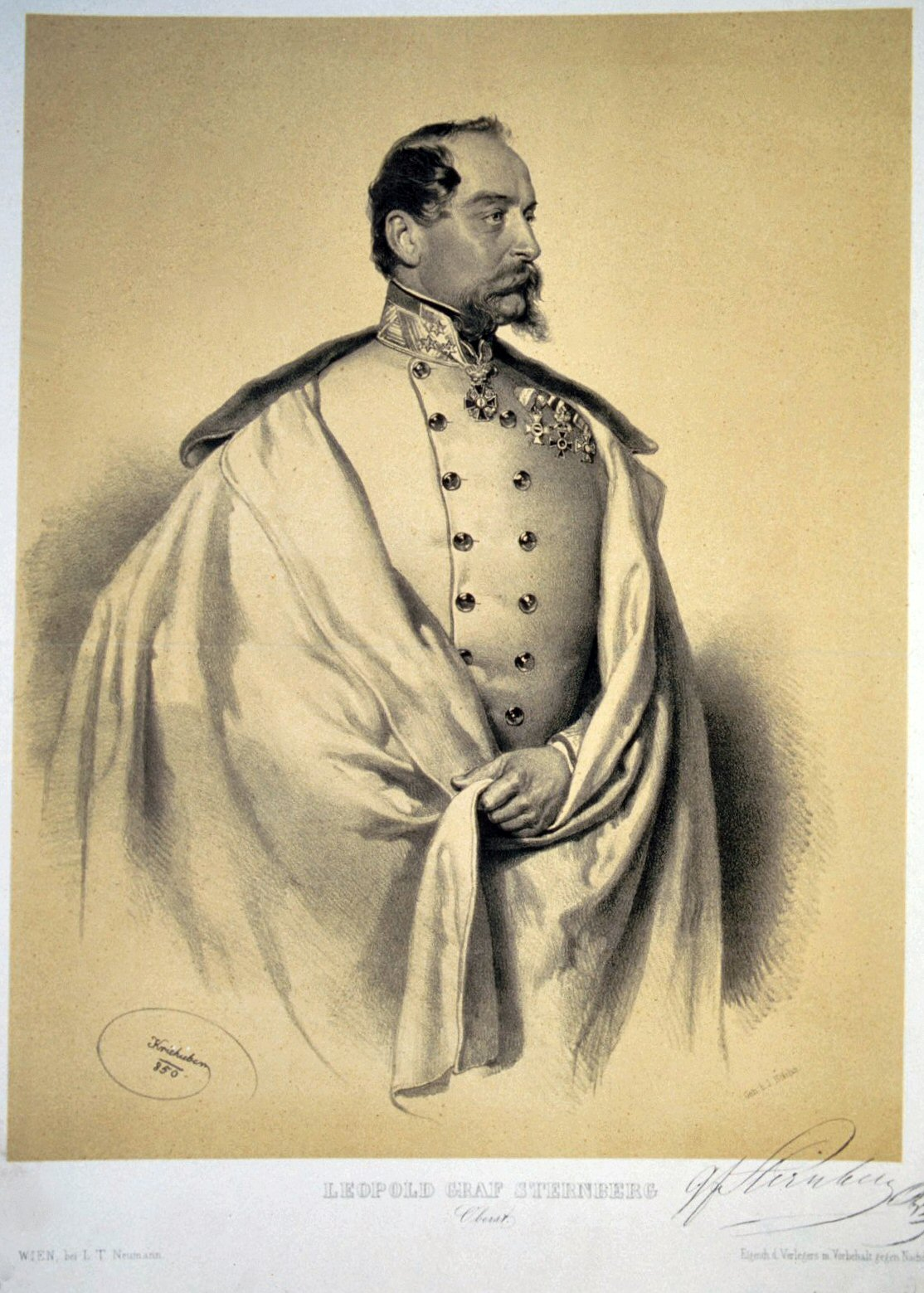
Leopold von Sternberg, Lithografie von 1850

Reichsgraf Leopold von Sternberg (* 22. Dezember 1811 in Wien oder Pohorschelitz (siehe Pohořelice u Napajedel); † 21. September 1899 auf Schloss Raitz (siehe Schloss Rájec nad Svitavou) in Raitz-Jestreb (siehe Rájec-Jestřebí)) war ein österreichischer General der Kavallerie.

## Leben

### Familie
Leopold von Sternberg entstammte dem böhmischen Adelsgeschlecht Sternberg und war der Sohn des Kämmerers Josef Leopold von Sternberg (* 24. September 1770 oder 1776 in Prag; † 18. Februar 1858 in Wien) und dessen Ehefrau Gräfin Maria Karoline (* 19. Januar 1781 in Wiener Neustadt; † 2. Juni 1857 in Wien), eine Tochter des Grafen Franz Anton von Walsegg (1733–1786); er hatte noch acht Geschwister:
- Marianna von Sternberg (* 31. Mai 1800; † 19. September 1813);
- Nina von Sternberg (* 1801; † 1801);
- Rosina von Sternberg (* 4. Mai 1802; † 15. Oktober 1870 in Slabetz (siehe Slabce)), ⚭ Georg Leopold zu Salm-Salm (* 12. April 1793; † 20. November 1836);
- Karolina von Sternberg (* 9. Juli 1804 in Pohorschelitz; † 31. Dezember 1881 in Wien), ⚭ in erster Ehe mit Graf Eduard Karl von Lamberg (* 18. Juli 1800; † 30. November 1825) und ⚭ in zweiter Ehe mit Karl von Bigot de Saint-Quentin (* 12. Juni 1805 in Neuburg an der Donau; †  8. September 1884 in Kwassitz (siehe Kvasice));
- Adolf von Sternberg (* 1805; † 1806);
- Adolf Josef von Sternberg (* 25. Mai 1807; †  22. Februar 1827 in Brünn);
- Jaroslav von Sternberg (* 11. Februar 1809 in Sasmuk (siehe Zásmuky); † 18. Juli 1874 in Prag), ⚭ Eleonore (geb. Orczy de Orczi) (* 16. Mai 1811; † 20. Dezember 1865 in Padua). Sie waren die Eltern von Rosa Karolina Leopoldine von Sternberg (* 16. März 1836 in Gengess (siehe Gyöngyös); † 15. Mai 1918 in Wien), ⚭ in erster Ehe mit Karl zu Hohenlohe-Bartenstein und ⚭ in zweiter Ehe mit dem österreichischen Offizier Prinz Leopold von Croÿ  (* 5. Mai 1827; † 5. August 1894 in Wien);
- Zdeněk von Sternberg (* 8. Juni 1813 in Pohorschelitz; † 9. März 1900 in Wien), ⚭ Gräfin Maria Sophia (geb. von Stadion-Thannhausen) (* 3. Februar 1819 in Wien; † 2. Februar 1873 ebenda). Sie waren die Eltern von
  - Zdeňka Karolina von Sternberg (* 16. April 1846 in Wien; † 16. September 1915 in Malesitz bei Pilsen), ⚭ Graf Karl von Schönborn;
  - Kunhuta von Sternberg (* 13. März 1847 in Prag; †  5. April 1916 auf dem Schloss Křimice bei Pilsen), ⚭ dem Prinzen Franz Eugen von Lobkowicz (* 15. März 1839 in Prag; † 24. August 1898 auf dem Schloss Křimice);
  - Alois von Sternberg (* 13. September 1850; †  31. Mai 1907 auf dem Schloss Jemnischt (siehe Schloss Jemniště));
  - Philipp von Sternberg (* 13. August 1852 in Brzezina (siehe Březina u Rokycan); † 18. Juli 1924 auf dem Schloss Jemnischt (siehe Schloss Jemniště)), ⚭ Gräfin Karoline von Thurn und Valsássina-Como-Vercelli (* 5. Oktober 1863 auf dem Schloss Bleiburg; † 29. Februar 1944 in Postupitz (siehe Postupice));
  - Karolina von Sternberg (* 18. August 1856 in Brzezina; † Dezember 1930 in Bruneck);
- Alois von Sternberg (* 14. Mai 1815; † 1835).

Sein Großvater war der Geheimrat und Oberstlandmarschall von Böhmen Graf Adam Franz von Sternberg (* 20. Juli 1711 in Wien; † 17. September 1789 in Serownitz (siehe Žirovnice)) und sein Urgroßvater der Staatsmann Franz Leopold von Sternberg. Eine entfernte Verwandtschaft bestand auch zum österreichischen Justizminister Leopold von Clary und Aldringen.
Leopold von Sternberg war ⚭ seit dem 4. August 1863 in Wien mit Prinzessin Luise (* 21. August 1840 oder 1843; † 16. Januar 1873), eine Tochter des Kavallerieobersts Ludwig zu Hohenlohe-Jagstberg; gemeinsam hatten sie fünf Kinder:
- Jaroslav Leopold von Sternberg (* 17. September 1864; † 2. November 1891 in Sankt Jakobi (siehe Opatija));
- Leopold Albert Maria Jindřich Karel Boromejský von Sternberg (* 22. Oktober 1865 in Pohorschelitz; † 11. April 1937 in Brünn), ⚭ Gräfin Franziska Henriette Johanna Maria Larisch von Mönnich (* 2. September 1873 in Karviná-Fryštát; † 20. März 1933 in Wien);
- Maria Karolina von Sternberg (* 4. Januar 1867 in Pohorschelitz; † 28. Februar 1892 in Choltitz (siehe Choltice)), ⚭ Graf Jan Nepomuk von Thun-Hohenstein (* 8. Juli 1857; † 5. Juni 1921);
- Adalbert Sternberg, österreichisch-tschechoslowakischer Politiker und Publizist;
- Eleonora Marie Jindřiška Aloisia von Sternberg (* 8. Januar 1873 in Pohorschelitz; † 3. Oktober 1960 in Wien), ⚭ Fürst Hugo zu Salm-Reifferscheidt-Raitz (* 2. Dezember 1863; † 31. Dezember 1903), Sohn des Großgrundbesitzers Hugo Karl zu Salm-Reifferscheidt-Raitz; in zweiter Ehe war sie mit Alexander Johann Maria van der Straten-Ponthoz (* 29. Februar 1882 in Weinern (Waldviertel); † 23. Februar 1949 in Wien) verheiratet.

### Werdegang

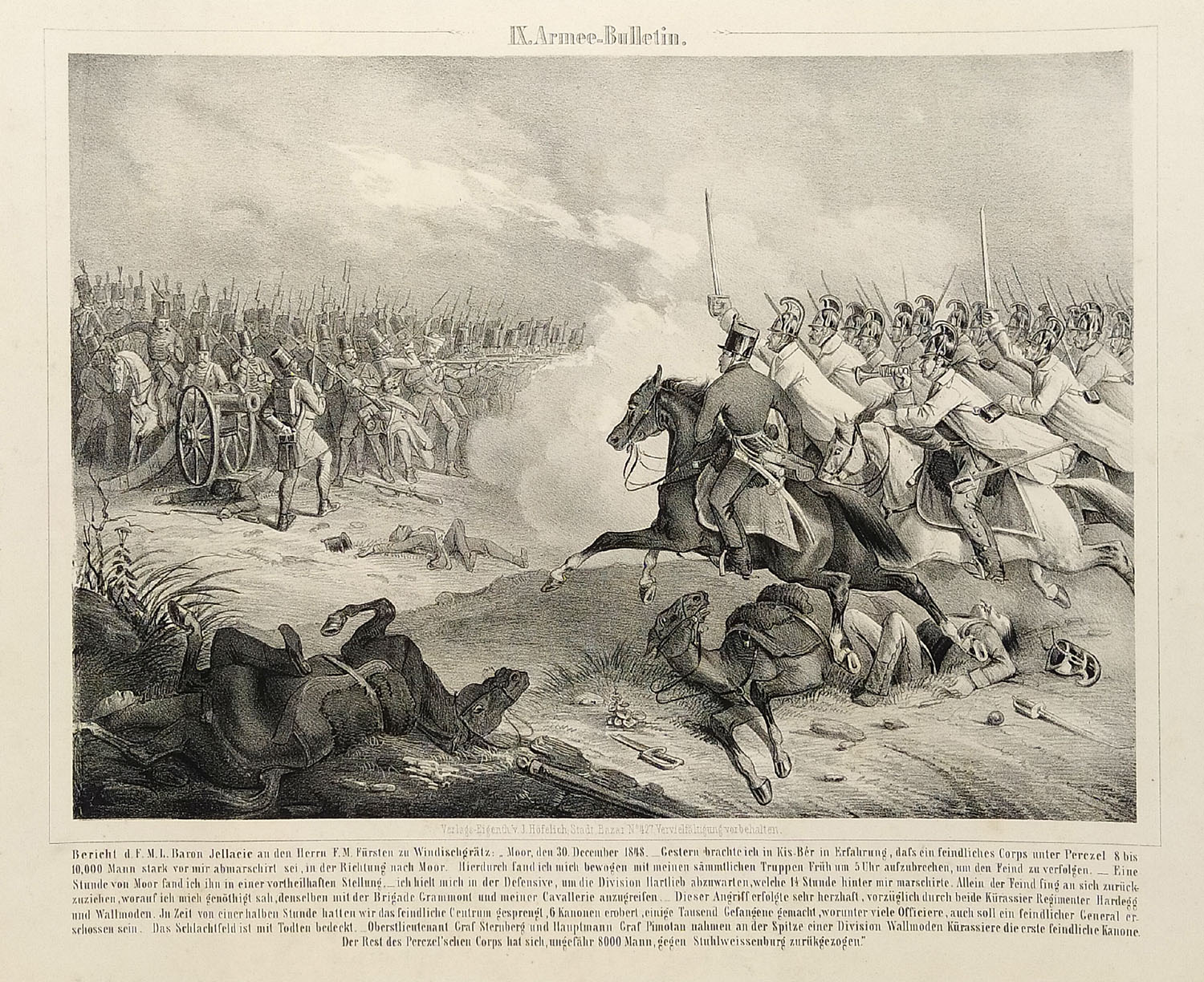
Bericht über die Kämpfe bei Moor im Dezember 1848

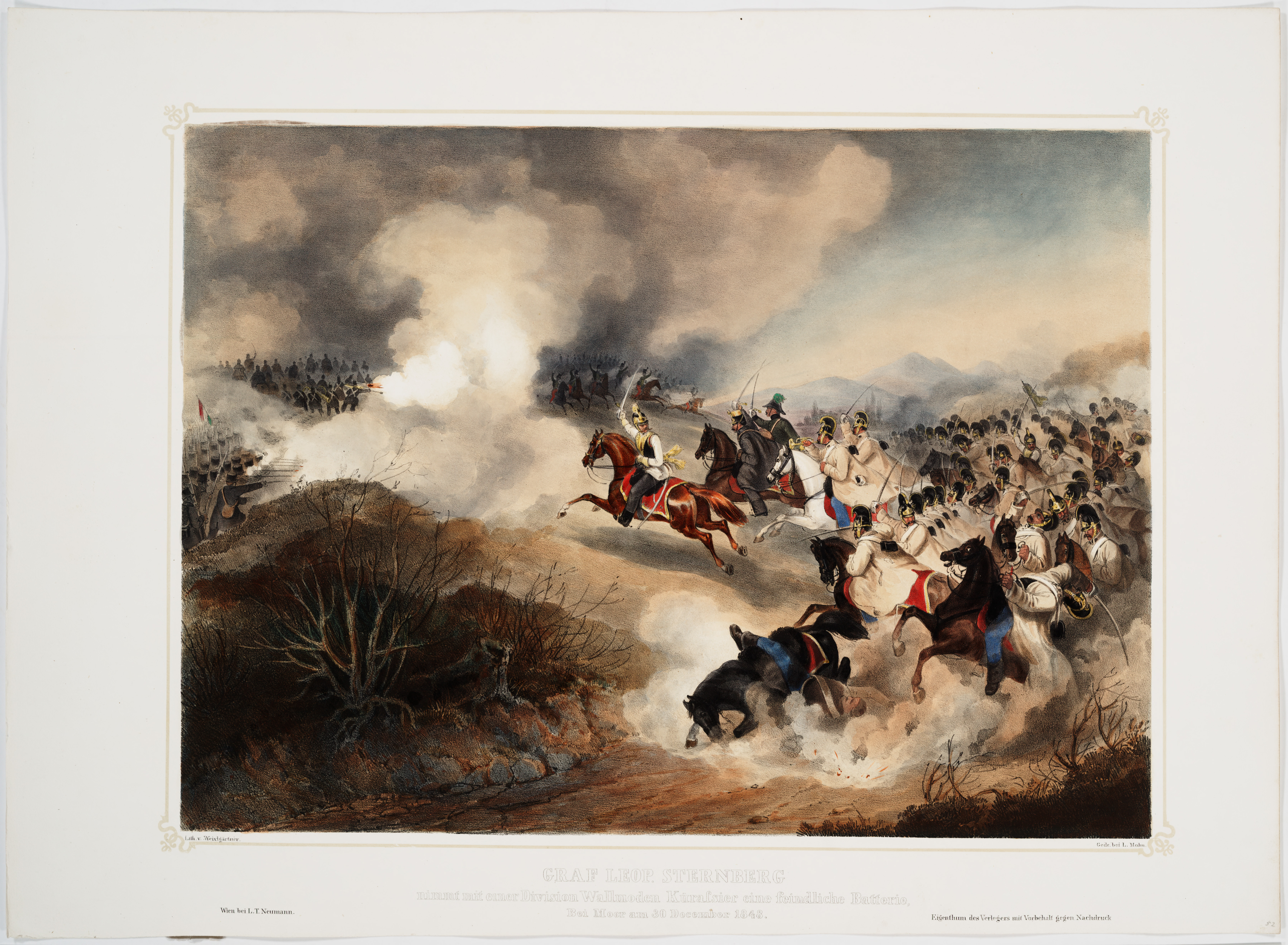
Leopold Sternberg greift mit den Wallmodener Kürassieren eine ungarische Batterie an

Leopold von Sternberg trat im August 1828 als Kadett in das 7. Chevauxlegers-Regiment. Er kam als Offizier zu den Wallmoden-Kürassieren (siehe Ludwig von Wallmoden-Gimborn) und durchlief dort die Offiziers- und Stabsoffiziers-Laufbahn.
Während der Ungarischen Revolution 1848/1849 nahm er im November und Dezember 1848 an den Kämpfen gegen die Truppen von Mór Perczel bei Moor (siehe Mór) sowie im Juni 1849 bei Kaacs bei Josefsdorf (siehe Žabalj) teil.
Am 16. Mai 1849 wurde er zum Oberst im Dragoner-Regiment Kaiser Franz Joseph (siehe K.u.k. Dragonerregiment „Kaiser“ Nr. 11) befördert. Im Oktober 1850 erfolgte bereits seine Ernennung zum Generalmajor und er erhielt eine Kavallerie-Brigade im VIII. Armee-Korps; 1854 wurde er Kommandeur einer Kavallerie-Brigade im IX. Armee-Korps in Wien.
Er wurde 1858 zum Brigadier im 1. Kavallerie-Korps und im darauffolgenden Jahr zum Feldmarschallleutnant und Divisionskommandeur in Agram (siehe Zagreb) befördert und befehligte im Sardinischen Krieg eine Truppendivision im V. Infanterie-Armee-Korps bei Solferino (siehe Schlacht von Solferino); seit dem 27. November 1859 war er auf eigenen Wunsch auf unbestimmte Zeit beurlaubt. Er schied 1872 als General der Kavallerie aus dem aktiven Dienst aus und widmete sich anschließend der Bewirtschaftung seiner Güter.
Seit 1859 war er zweiter Inhaber und seit 1883 erster Inhaber des Kürassier-Regiments Dampier (siehe k.u.k. Dragonerregiment „Graf Montecuccoli“ Nr. 8).
Am 18. September 1872 wurde er zum Geheimen Rat ernannt.
Er wurde am 7. November 1882 erbliches Mitglied des österreichischen Herrenhauses.

## Ehrungen und Auszeichnungen
Leopold von Sternberg erhielt für seine Leistungen während der Gefechte 1848/1849 in der Ungarischen Revolution 1849 das Ritterkreuz des Österreichisch-kaiserlichen Leopold-Ordens sowie das Ritterkreuz des Maria-Theresien-Ordens, das ihm anlässlich seines fünfzigjährigen Jubiläums als Maria-Theresien-Ordensritter als Erster in Brillanten verliehen wurde.
Für seine Teilnahme am Sardinischen Krieg erhielt er 1859 den Eisernen Kronenorden II. Klasse.
1891 wurde er zum Ritter vom Goldenen Vlies ernannt.